# Comme un frère
Comme un frère (tj. Jako bratr) je francouzský hraný film z roku 2005, který režírovali Bernard Alapetite a Cyril Legann podle vlastního scénáře. Film popisuje osudy mladého Sébastiena, který přijíždí z venkova do Paříže, aby zde začal nový život.

## Děj
Sébastien je introvertní a nesmělý 20letý mladík, který se přestěhoval z La Baule-Escoublac do Paříže ke svému otci. Změní si jméno na Zack a rozhodne se také změnit svůj život. Seznámí se s Brunem, ale ve vzpomínkách se stále vrací do minulosti ke svému nejlepšímu příteli Romainovi a k událostem, které se staly před rokem. Když mu Romain zavolá, že je v Paříži na stáži, setkají se spolu v Lucemburské zahradě, ale jejich vztah již není tak vřelý jako dřív.

## Obsazení
| Benoît Delière   | Sébastien / Zack |
| Johnny Amaro     | Bruno            |
| Thibault Boucaux | Romain           |
| Adeline Ishiomin | Marine           |
| Amandine Maugy   | Sophie           |
| Michel Derville  | otec             |
| Gaëtan Borg      | Laurent          |
| Patrick Esilva   | David            |